# UFC 128
UFC 128: Shogun vs. Jones var en mixed martial arts-gala arrangerad av Ultimate Fighting Championship (UFC) i Newark, New Jersey i USA den 19 mars 2011. Huvudmatchen var en match om titeln i lätt tungvikt mellan den regerande mästaren Maurício "Shogun" Rua och utmanaren Jon Jones.

## Bakgrund
UFC 128 skulle från början bli organisationens andra besök i Abu Dhabi (efter UFC 112 i april 2010) som en del i det avtal där det Abu Dhabi-baserade företaget Flash Entertainment köpte 10 % av UFC våren 2010. Planerna ändrades och galan flyttades till Newark, New Jersey i USA istället.
Galans huvudmatch var en match om titeln i lätt tungvikt mellan den regerande mästaren Maurício "Shogun" Rua och utmanaren Jon Jones. Från början var det meningen att Rua skulle utmanas av Rashad Evans men han tvingades lämna återbud på grund av en knäskada. Efter att Jones besegrat Ryan Bader på UFC 126 blev han utsedd att ersätta Evans. Ett par dagar innan galan meddelade UFC:s VD Dana White att Rashad Evans skulle få möta vinnaren av Rua och Jones.
En planerad match mellan Chael Sonnen och Yoshihiro Akiyama tvingades strykas sedan Sonnen stängts av i väntan på utredning av ett pengatvätt-mål han erkänt sig inblandad i. Istället bokades Nate Marquardt in som motståndare till Akiyama. Akiyama tvingades sedan i sin tur lämna återbud på grund av oroligheterna i hans hemland Japan efter jordbävningen vid Tōhoku, han ersattes då av Dan Miller.

## Efterspel
Jon Jones blev UFC:s yngsta titelhållaren genom tiderna då han besegrade Mauricio Rua via teknisk knockout i den tredje ronden.

## Resultat

### Underkort
|  | Raphael Assunção | Fjädervikt                             | Erik Koch |  |
|  |                  | Segrare: KO (slag) efter 2:32 i rond 1 |           |  |

|                            | Nick Catone           | Catchweight (195 lb) | Constantinos Philippou |  |
| Segrare: enhälligt domslut | (30–27, 30–27, 30–27) |                      |                        |  |

|                            | Joseph Benavidez      | Bantamvikt | Ian Loveland |  |
| Segrare: enhälligt domslut | (29–28, 30–27, 30–27) |            |              |  |

|  | Kurt Pellegrino       | Lättvikt               | Gleison Tibau |  |
|  | (28-29, 29-28, 28-29) | Segrare: delat domslut |               |  |

|  | Ricardo Almeida       | Weltervikt                 | Mike Pyle |  |
|  | (28-29, 27-30, 27-30) | Segrare: enhälligt domslut |           |  |

|                            | Edson Barboza         | Lättvikt | Anthony Njokuani |  |
| Segrare: enhälligt domslut | (29–28, 29–28, 29–28) |          |                  |  |

|  | Eliot Marshall | Lätt tungvikt                           | Luiz Cane |  |
|  |                | Segrare: TKO (slag) efter 2:15 i rond 1 |           |  |

### Huvudkort
|                                         | Brendan Schaub | Tungvikt | Mirko Filipović |  |
| Segrare: TKO (slag) efter 3:44 i rond 3 |                |          |                 |  |

|                            | Nate Marquardt        | Mellanvikt | Dan Miller |  |
| Segrare: enhälligt domslut | (30-27, 30-27, 30-27) |            |            |  |

|                                         | Jim Miller | Lättvikt | Kamal Shalorus |  |
| Segrare: TKO (slag) efter 2:15 i rond 3 |            |          |                |  |

|                            | Urijah Faber          | Bantamvikt | Eddie Wineland |  |
| Segrare: enhälligt domslut | (29–28, 29–28, 29–28) |            |                |  |

|  | Maurício Rua | Lätt tungvikt Titelmatch                | Jon Jones (M) |  |
|  |              | Segrare: TKO (slag) efter 2:37 i rond 3 |               |  |

## Bonusar
En bonus på $75 000 delas ut till Kvällens match, Kvällens knockout samt Kvällens submission.
- Kvällens match: Edson Barboza mot Anthony Njokuani
- Kvällens knockout: Brendan Schaub och Erik Koch
- Kvällens submission: delades inte ut då ingen match slutade med submission

### Webbkällor
- ”UFC 128 Results & Live Play-by-Play”. sherdog.com. http://www.sherdog.com/news/news/UFC-128-Results-amp-Live-Play-by-Play-30786. Läst 21 mars 2011.

### Fotnoter
1. 1 2  ”UFC 128 draws a reported 12,619 attendees for $2.14 million live gate”. mmajunkie.com. Arkiverad från originalet den 30 juni 2012. https://archive.is/20120630015403/http://mmajunkie.com/news/22903/ufc-128-draws-a-reported-12619-attendees-for-2-14-million-live-gate.mma. Läst 21 mars 2011.
2. ↑  ”UFC 112 in Abu Dhabi draws 11,008 attendance for estimated $3.5 million live gate”. mmajunkie.com. Arkiverad från originalet den 25 maj 2012. https://archive.is/20120525143359/http://mmajunkie.com/news/18665/ufc-112-in-abu-dhabi-draws-11008-attendance-for-estimated-3-5-million-live-gate.mma. Läst 21 mars 2011.
3. ↑  ”UFC Returns to Abu Dhabi for UFC 128 on March 19th”. bloodyelbow.com. Arkiverad från originalet den 8 juli 2011. https://web.archive.org/web/20110708073723/http://www.bloodyelbow.com/2010/11/10/1806786/ufc-returns-to-abu-dhabi-for-ufc-128-on-march-19th. Läst 21 mars 2011.
4. ↑  ”Rashad Evans injured, Jon Jones now challenges "Shogun" Rua for title at UFC 128”. mmajunkie.com. Arkiverad från originalet den 25 maj 2012. https://archive.is/20120525142117/http://mmajunkie.com/news/22361/rashad-evans-hurt-jon-jones-now-challenges-shogun-rua-for-title-at-ufc-128.mma. Läst 21 mars 2011.
5. ↑  ”Dana White: Rashad Evans to fight the winner of 'Shogun vs Jones'”. mmamania.com. http://www.mmamania.com/2011/3/17/2057521/dana-white-rashad-evans-to-fight-the-winner-of-shogun-vs-jones. Läst 21 mars 2011.
6. ↑  ”Sources: Marquardt vs. Akiyama at 128”. espn.com. http://sports.espn.go.com/extra/mma/news/story?id=5995483. Läst 21 mars 2011.
7. ↑  ”Yoshihiro Akiyama out at UFC 128; Dan Miller now faces Nate Marquardt”. mmajunkie.com. Arkiverad från originalet den 25 maj 2012. https://archive.is/20120525143403/http://mmajunkie.com/news/22803/yoshihiro-akiyama-out-at-ufc-128-dan-miller-now-faces-nate-marquardt.mma. Läst 21 mars 2011.
8. ↑  ”UFC 128 main-card results: "Bones" owns Rua, claims title with third-round stoppage”. mmajunkie.com. Arkiverad från originalet den 25 maj 2012. https://archive.is/20120525142144/http://mmajunkie.com/news/22899/ufc-128-main-card-results-jon-bones-jones-owns-rua-claims-title-with-third-round-stoppage.mma. Läst 21 mars 2011.
9. ↑  ”UFC 128 bonuses: Schaub, Koch, Barboza and Njokuani each earn $70K”. mmajunkie.com. Arkiverad från originalet den 25 maj 2012. https://archive.is/20120525143403/http://mmajunkie.com/news/22900/ufc-128-bonuses-schaub-koch-barboza-and-njokuani-each-earn-70k.mma. Läst 21 mars 2011.